# Státní symboly Lotyšska

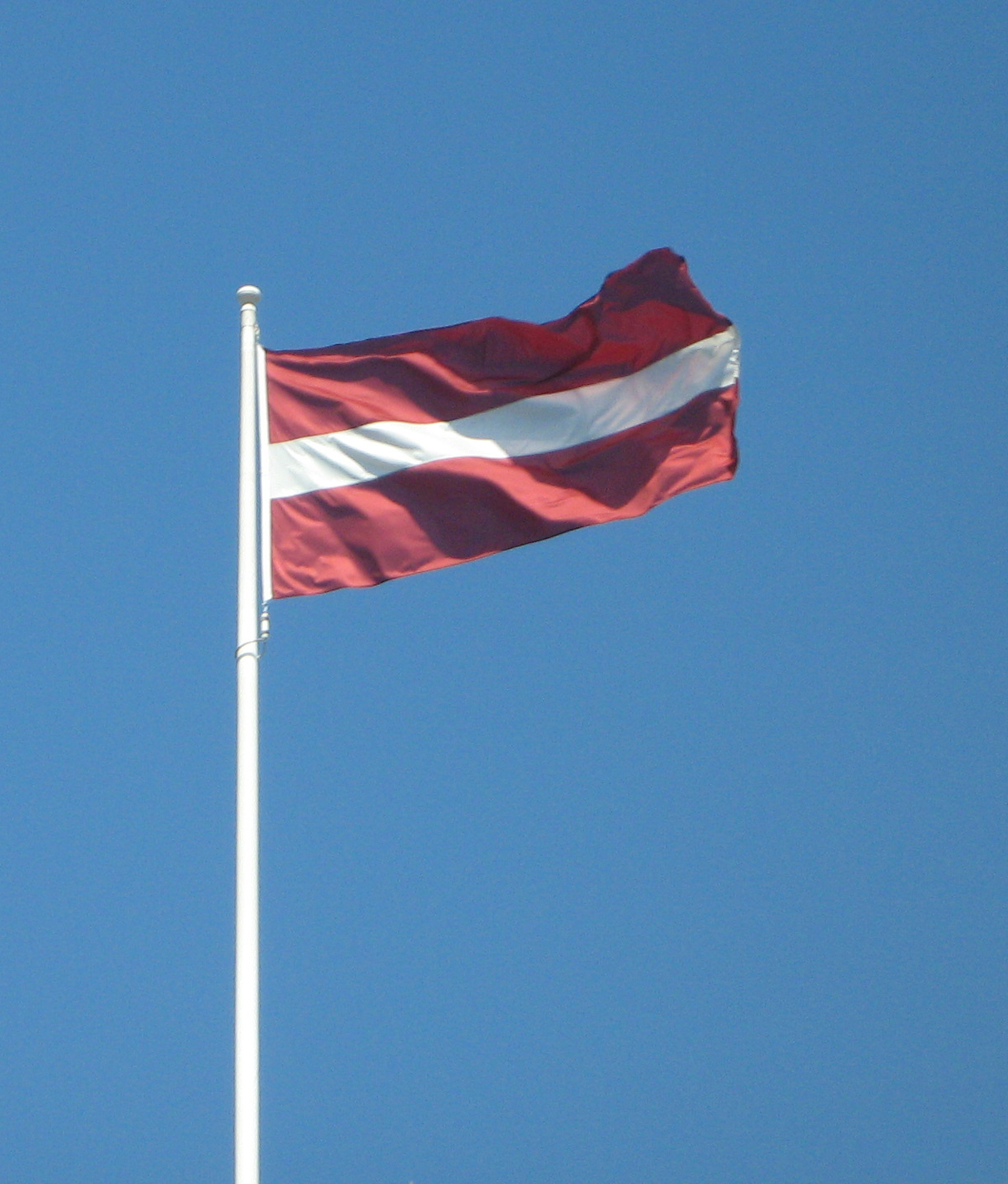
Lotyšská vlajka

Státní symboly Lotyšska navazují na symboly používané v období nezávislosti státu v letech 1918–1940. S prohlášením nezávislosti Lotyšska na Sovětském svazu roku 1990 byly přijaty současné státní symboly, samostatný stát pak vznikl v roce 1991.

## Státní symboly
- Státní vlajka
- Velký státní znak
- Střední státní znak
- Malý státní znak
- Státní hymna – Dievs, svētī Latviju (Bože, žehnej Lotyšsku)

Lotyšská vlajka
Velký státní znak
Střední státní znak
Malý státní znak
Lotyšská hymna

## Národní symboly
- Kopretina (Leucanthemum)
- Lípa malolistá (Tilia cordata)
- Dub letní (Quercus robur)
- Konipas bílý (Motacilla alba)
- Slunéčko dvojtečné (Coccinella bipunctata)

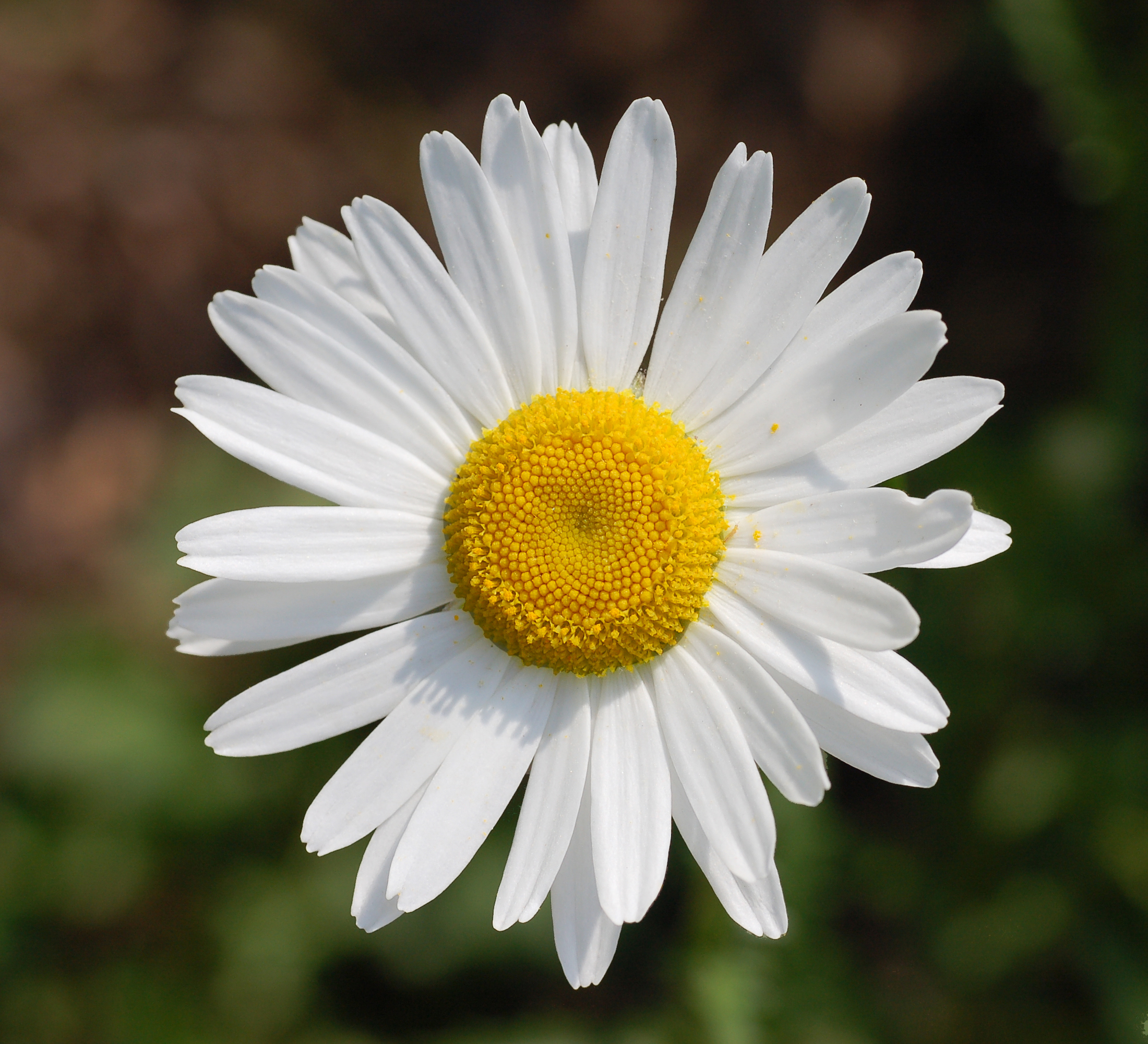
Kopretina
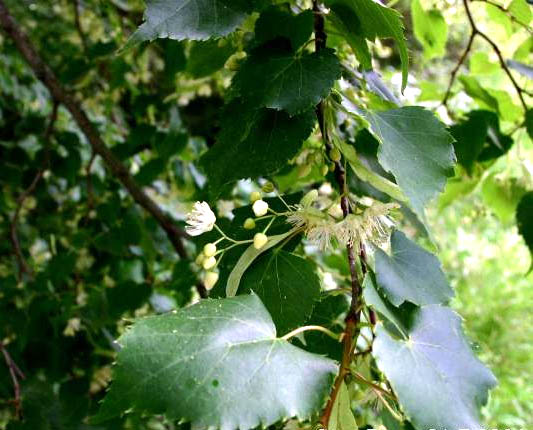
Lípa malolistá
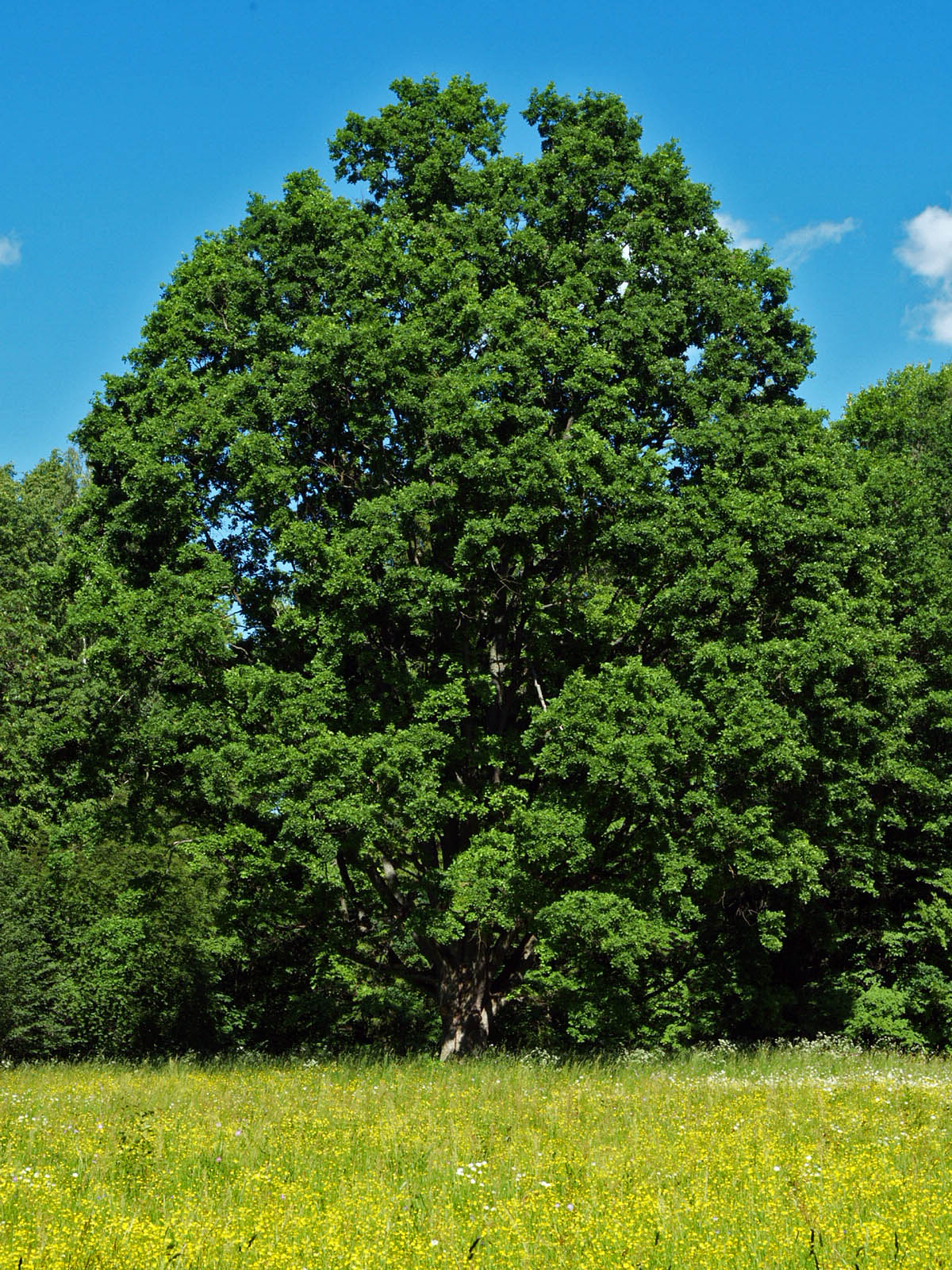
Dub letní
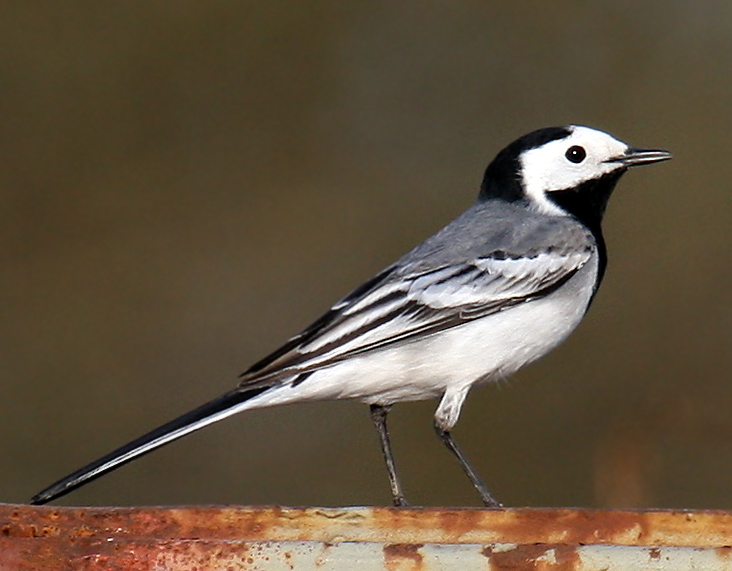
Konipas bílý
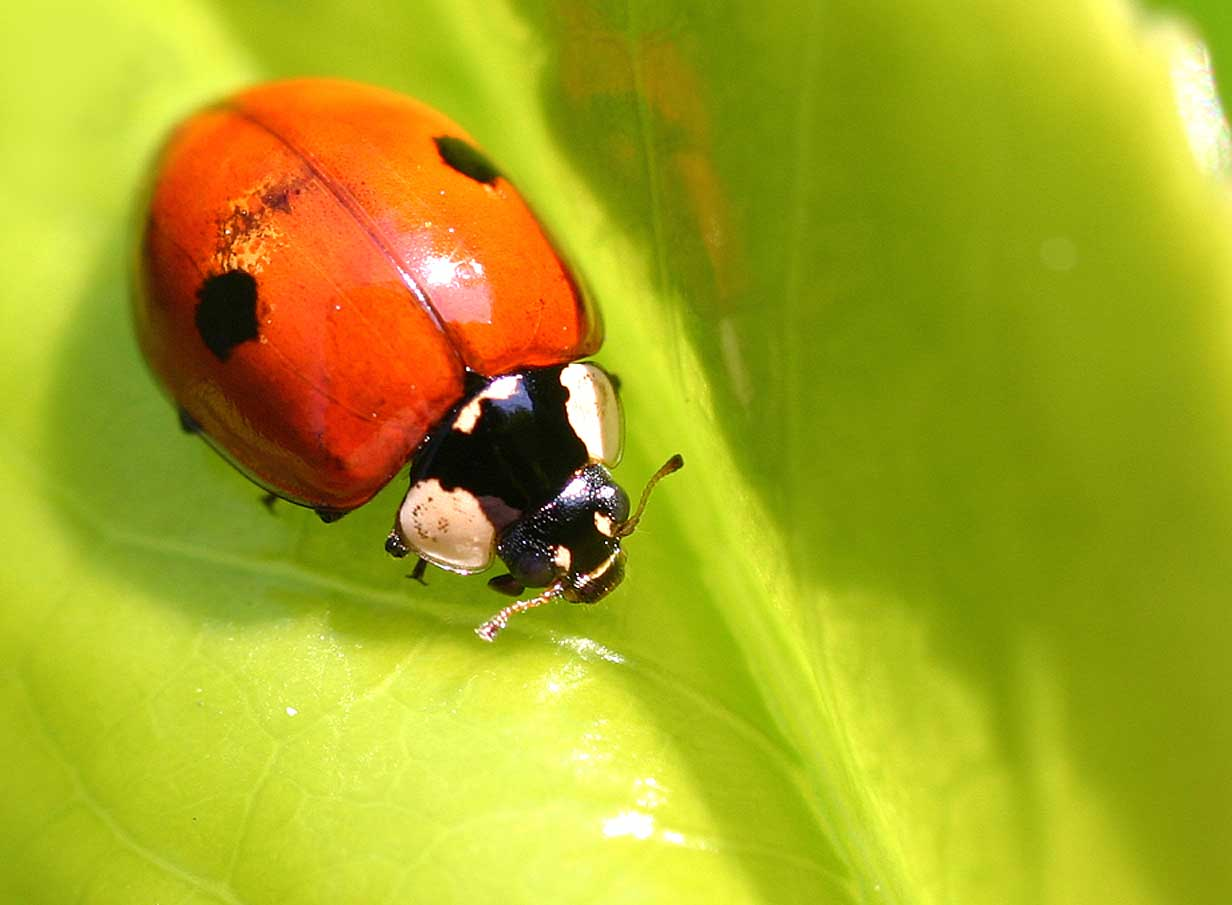
Slunéčko dvojtečné

## Ostatní symboly
- Jantar
- Daugava – Řeka osudu
- Pomník svobody – symbol nezávislosti
- Oslava svatojánské noci a letního slunovratu – největší spontánně slavený svátek

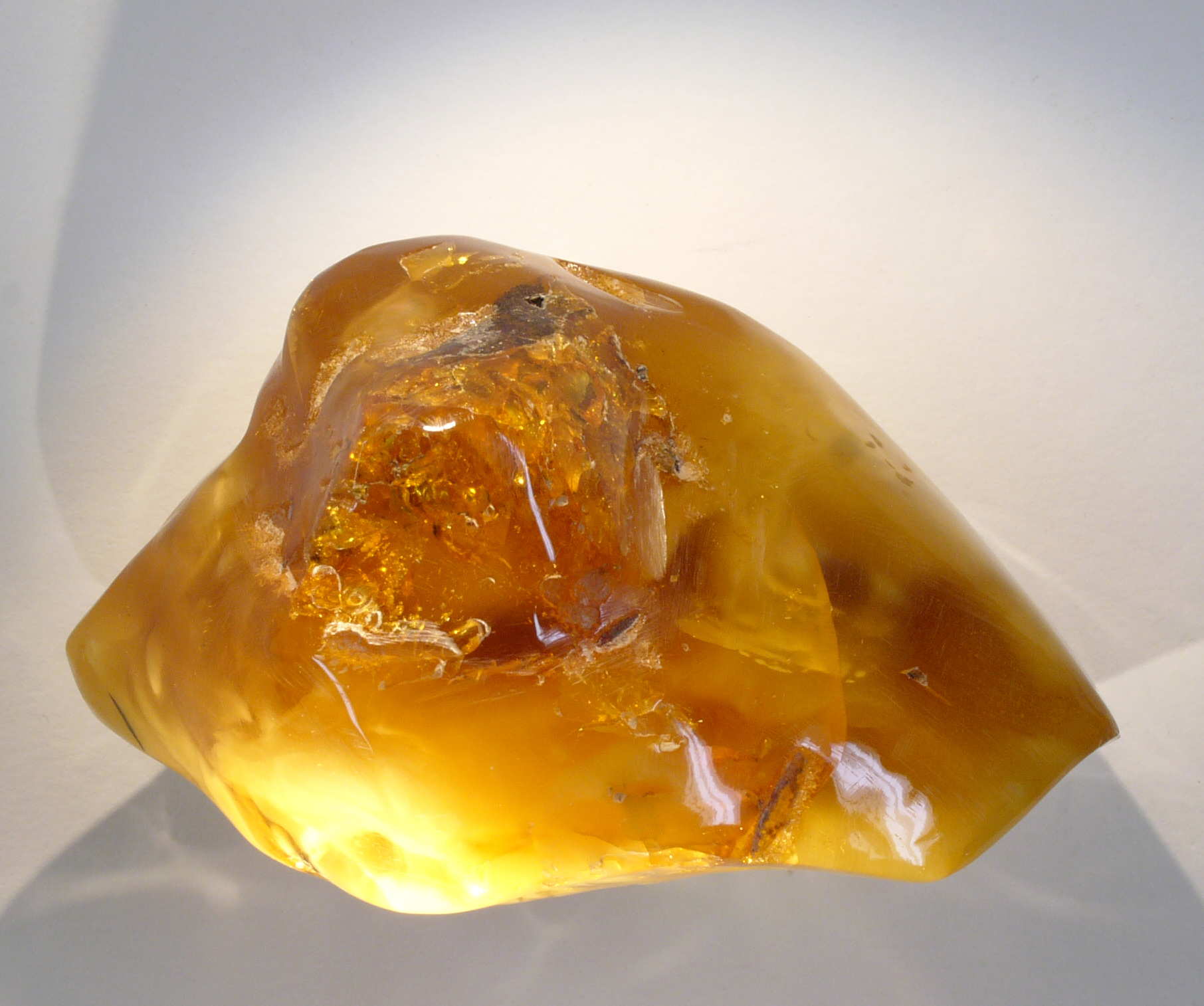
Jantar
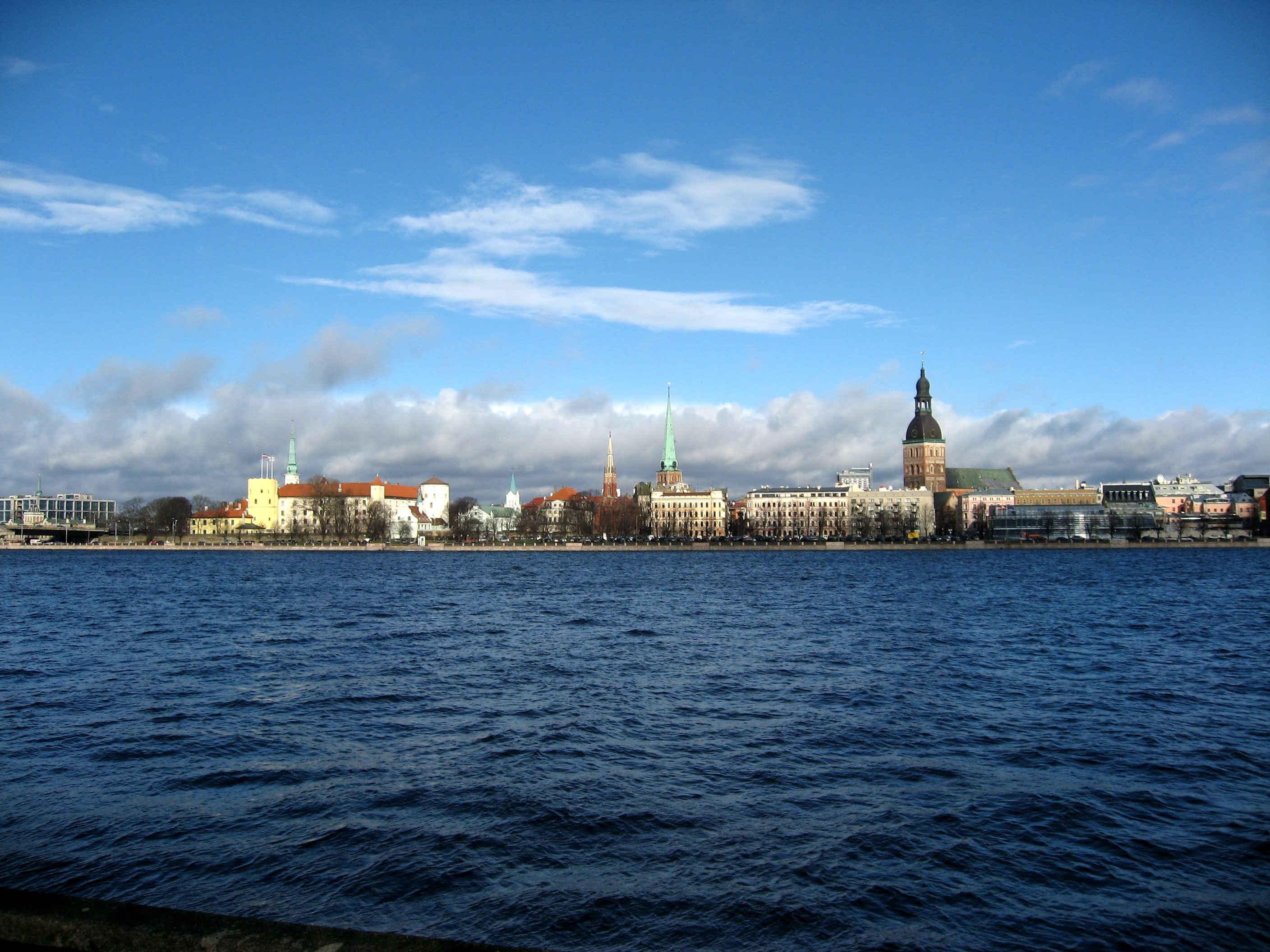
Řeka Daugava v Rize
Pomník svobody

## SymbolyLotyšské SSR(1940–1991)

Státní znak
Státní vlajka (1953–1990)